# Пукшинерь
Пукшинерь — деревня в Малмыжском районе Кировской области в составе Ральниковского сельского поселения. 

## География
Находится в правобережной части района на расстоянии примерно 26 километров по прямой на северо-запад от районного центра города Малмыж.

## История
Известна с 1891 года, когда здесь было учтено 179 жителей. В 1905 28 дворов и 168 жителей, в 1926 37 и 223 (все мари) соответственно. В 1950 году было 48 дворов и 184 жителя. В 1989 году учтено 202 жителя. 

## Население
Постоянное население составляло 191 человек (мари 93%) в 2002 году, 142 в 2010.